# حارة القلفان (صنعاء)
حارة القلفان هي إحدى حارات حي القلفان بضواحي الأمانة مديرية سنحان وبني بهلول، بلغ تعداد سكانها 383 نسمة حسب تعداد اليمن لعام 2004.